# Umberto Morucchio
Umberto Morucchio (Murano, 30 giugno 1893 – Milano, 15 novembre 1979) è stato un drammaturgo e scrittore italiano.

## Biografia
Umberto Morucchio nacque a Murano nel 1893, da Rosa Toso e da Domenico Morucchio. Dopo gli studi superiori e la laurea in lettere, divenne insegnante di liceo e giornalista, esordendo nel 1919. Fu però la sua attività di scrittore e drammaturgo a dargli notorietà nell'Italia del primo novecento. Non ancora trentenne, ottenne presto un buon successo con i quattro atti veneziani El re de le màscare (1922), caratterizzandosi per uno stile brillante e una fine vena umoristica.
Scrisse una ventina di commedie, alcune delle quali divennero pietre miliari della tradizione veneta e ligure, in particolare quelle adattate sulla figura del genovese Gilberto Govi. Tra le più celebri: Il re o El Re de le mascare (1922) Impresa trasporti (1936); L'indimenticabile agosto (1937), resa famosa da Govi e adattata anche per il palcoscenico bolognese da Angiolino Boriani con il titolo di Che cucagna, sgnèr Feliz!; Pesci rossi (1939); Metallurgiche Tiscornia (1953); oppure quelle scritte appositamente per il napoletano Peppino De Filippo, come Asso di cuori, asso di denari (1937); Serafino Lemmi, applicato (1953). Significativa si dimostrò la commedia Metallurgiche Tiscornia (1953), rappresentata da Govi, nella quale Morucchio approfondì con stile satirico-umoristico il tema senza tempo delle lotte per il lavoro, delle differenze tra le classi sociali e del pacifismo, ironizzando sulle debolezze dell'animo umano.
Durante il fascismo, l'irriverenza satirica delle sue opere gli causò qualche noia con la censura: secondo la testimonianza di Leopoldo Zurlo, per tredici anni capo dell'Ufficio della censura fascista, «Mussolini si recò all'Argentina ad ascoltare la gaia commedia di Umberto Morucchio Impresa Trasporti interpretata da Gilberto Govi. Si divertì, rise, ma trovò cose che lo accigliarono». Il nome di Morucchio, infatti, appare negli archivi nazionali della censura con ben cinque sue opere dal 1935 al 1943.
Nel periodo della maturità artistica, fu presidente dell'Onas (Ordine Nazionale Autori e Scrittori), commissario della Siae e vice presidente dell'Istituto del Dramma Italiano. Oltre alle opere drammaturgiche, scrisse una decina di romanzi e una serie di racconti e novelle. Ebbe anche una certa notorietà radiofonica, in particolare alla RSI, radio nazionale svizzera, dove tenne cicli di conversazioni sulla cultura, sulla radio e il radioteatro.
Negli anni 1950 alcune sue opere furono tradotte in tedesco (Skandal im Ministerium, 1954; Die Gewehre der Tiscornia, 1955; Der schönste Tag, 1959), francese (Le Scandale Frégonard, 1954) e inglese (The Fregonard scandal, 1954). Dalla sua opera Passaggio dell'Equatore, venne tratto il film omonimo del 1954 diretto da Guglielmo Morandi, con Carlo Romano, Franco Volpi, Laura Solari. Dalla commedia Metallurgiche Tiscornia, venne tratto il film tedesco Der schönste Tag (1958). Dall'opera Lo scandalo Fregonard venne tratto lo sceneggiato teatrale televisivo polacco Skandal Fregonard (1956), diretto da Henryk Szletyński. Sue opere furono messe in scena in Argentina, Austria, Finlandia, Germania, Polonia, Svizzera, Spagna.
Ebbe due figlie, Andreina e Gabriella, e un figlio, Ruggero. Morì a Milano nel 1979.

## Opere

### Teatro
- S. Marco... per forza, 1921.
- Il re, 1922.
- Paternità, 1923.
- Impresa trasporti, 1936.
- L'indimenticabile agosto, 1937.
- Asso di cuori, asso di denari, 1937.
- Pesci rossi, 1939.
- Il marito è quella cosa..., 1940.
- Passaggio dell'Equatore, 1941.
- Tredici a tavola, 1943.
- Lo scandalo Fregonard, 1950.
- La cella invisibile, 1950.
- Questa sera o mai più, 1951.
- Serafino Lemmi, applicato, 1953.
- Metallurgiche Tiscornia, 1954.
- PT (Parigi-Trieste), 1967.

### Letteratura
- Una donna, un uomo e un serprente, Milano, Corbaccio, 1929.
- Il quartetto del perfetto amore, Como, Quaderni della poesia, 1931.
- Vita morte e miracoli di Cosimo Cosi, Milano, Corbaccio, 1932.
- La vetrina delle bambole parlanti, Milano, Corbaccio, 1933.
- Storie di ieri di oggi e di domani, Milano, Ceschina, 1958.
- Una donna in lotteria, Milano, Ceschina, 1961.
- Il cammino con le ombre, Milano, Ceschina, 1963.
- Elogio della donna grassa oppure magra o anche così così, Milano, Ceschina, 1966.

#### Novelle
- Lazzaro e il Gran Cordone, Milano, Treves, 1921.
- L'oasi del silenzio, Milano, Treves, 1921.
- Lo zampone, Roma, Società editrice Dante Alighieri, 1921.
- Dopo lunga e penosa malattia..., Istituto italiano di arti grafiche, 1933.